# NGC 3661
NGC 3661 is een spiraalvormig sterrenstelsel in het sterrenbeeld Beker. Het hemelobject werd op 27 maart 1786 ontdekt door de Duits-Britse astronoom William Herschel.

## Synoniemen
- IC 689
- MCG -2-29-22
- PGC 34986